# Futebol Clube de Arouca
Maillots
Actualités
Le Futebol Clube de Arouca est un club de football portugais basé à Arouca, dans la région de Porto. Équipe de 5e division en 2007, le club est promu pour la première fois en Liga NOS en 2013.

## Histoire
Le club est fondé le 25 décembre 1951 à Arouca. Le premier nom du club est le Ginásio Clube de Arouca. 
Le 16 octobre 2010, le club joue le grand Benfica en 32e finale de Coupe du Portugal. La défaite est cinglante avec un 5-1 à l'Estádio da Luz, avec un but du milieu de terrain Diogo Santos, à la 87e minute.
Actuellement le Football Club Arouca est présidé par Carlos Pinho, et dispute lors de saison 2013 /14, le championnat de première division portugaise.
Le club évolue en II Divisao en 2019-2020.

## Bilan sportif

### Palmarès[3]

#### National
- Segunda Liga:
  - Vice champion en 2013
- II Divisão (D3) :
  - Champion en 2010
- III Divisão (D4) :
  - Champion en 2008 (Championnat Promoção)[4]

#### Régional
- Championnat d'Aveiro 1ª Divisão :
  - Champion en 2001, 2003, 2007.
- Championnat d'Aveiro 2ª Divisão :
  - Champion en 1980, 1987.
- Supercoupe d'Aveiro :
  - Vainqueur en 2007.

### Bilan par saison
| Saison    | Div | Championnat                | Pos |
| 2023-2024 | 1   | Liga NOS                   | 7   |
| 2022-2023 | 1   | Liga NOS                   | 5   |
| 2021-2022 | 1   | Liga NOS                   | 15  |
| 2020-2021 | 2   | Liga Portugal 2 SABSEG     | 3   |
| 2019-2020 | 3   | Liga 3                     | 1   |
| 2018-2019 | 2   | Ledman Liga PRO            | 16  |
| 2017-2018 | 2   | Ledman Liga PRO            | 6   |
| 2016-2017 | 1   | Liga ZON Sagres            | 17  |
| 2015-2016 | 1   | Liga ZON Sagres            | 5   |
| 2014-2015 | 1   | Liga ZON Sagres            | 16  |
| 2013-2014 | 1   | Liga ZON Sagres            | 12  |
| 2012-2013 | 2   | Segunda Liga (D2)          | 2   |
| 2011-2012 | 2   | Liga Orangina (D2)         | 13  |
| 2010-2011 | 2   | Liga Orangina (D2)         | 5   |
| 2009-2010 | 3   | II Divisão B - Zona Centro | 1   |
| 2008-2009 | 3   | II Divisão - Série B       | 7   |
| 2007-2008 | 4   | III Divisão - Série C      | 1   |
| 2006-2007 | 5   | I Divisão da AF Aveiro     | 1   |
| 2005-2006 | 5   | I Divisão da AF Aveiro     | 5   |
| 2004-2005 | 5   | I Divisão da AF Aveiro     | 3   |
| 2003-2004 | 4   | III Divisão - Série C      | 15  |
| 2002-2003 | 5   | I Divisão da AF Aveiro     | 1   |
| 2001-2002 | 4   | III Divisão - Série C      | 15  |
| 2000-2001 | 5   | I Divisão da AF Aveiro     | 1   |

### Bilan européen
Note : dans les résultats ci-dessous, le score du club est toujours donné en premier.
| Saison    | Compétition             | Tour             | Club            | Domicile | Extérieur | Total  |
| --------- | ----------------------- | ---------------- | --------------- | -------- | --------- | ------ |
| 2016-2017 | Ligue Europa            | Troisième tour Q | Heracles Almelo | 0 - 0    | 1 - 1     | 1E - 1 |
| 2016-2017 | Ligue Europa            | Barrages Q       | Olympiakos      | 0 - 1    | 1 - 2 ap  | 1 - 3  |
| 2023-2024 | Ligue Europa Conférence | Troisième tour Q | SK Brann        | 2 - 1    | 1 - 3     | 3 - 4  |

Légende
- Victoire ou qualification pour le tour suivant
- Match nul
- Défaite ou élimination de la compétition

### Effectif professionnel actuel
En grisé, les sélections de joueurs internationaux chez les jeunes mais n'ayant jamais été appelés aux échelons supérieurs une fois l'âge-limite dépassé ou les joueurs ayant pris leur retraite internationale.

### Anciens joueurs
- Kheireddine Zarabi
- Édson
- Roberto
- Joeano
- Mateus Quaresma
- Ousseni Zongo
- Jérémie N'Jock
- William Modibo
- Babanco
- Bijou
- Emerson
- Lito
- Néné
- Miguel Ângelo
- Rui Dolores
- Mario Loja
- Paulo Sérgio
- José Sousa